# Chironomus joni
Chironomus joni är en tvåvingeart som beskrevs av Spies och Reiss 1996. Chironomus joni ingår i släktet Chironomus och familjen fjädermyggor.
Artens utbredningsområde är Guatemala. Inga underarter finns listade i Catalogue of Life.